# Георг Данцер
Георг Франц «Шурлі» Данцер (нім. Georg Franz „Schurli“ Danzer, 7 жовтня 1946, Відень — 21 червня 2007, Аспергофен, Нижня Австрія — австрійський пісняр, гітарист і композитор. Один з провідних музикантів у так званому жанрі австропопу. Між іншим, Данцер ніколи не любив слово «австропоп», як і своє прізвисько «Шурлі». За сорок років музичної кар'єри він написав понад 400 пісень, серед яких багато шлягерів.

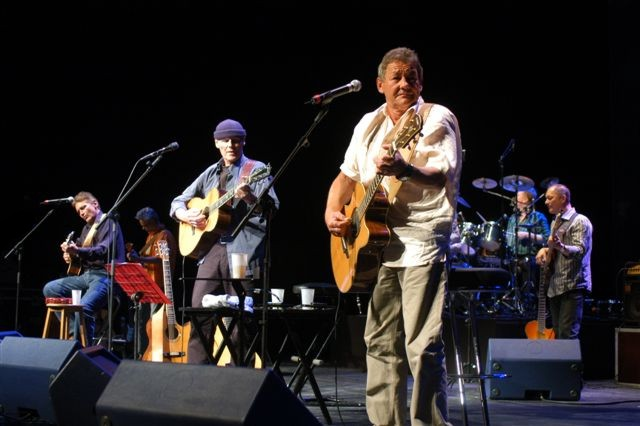
«Австрія 3». Георг Данцер, Вольфганг Амброс і Райнгард Фендріх. 2007

## Біографія
Георг Данцер почав грати на гітарі у віці 13 років, яка цікавила його набагато більше ніж навчання в середній школі, яку закінчив у 1965 році. Після подорожей автостопом до Німеччини, Голландії та Італії, він восени 1966 року зробив невдалу спробу вступити до віденської Академії музики й виконавського мистецтва. Але його не прийняли і він записався на філософію та психологію до Віденського університету. Але його можна було частіше побачити в кафе та парках, аніж в університетських авдиторіях. Офіціанти в деяких кав'ярнях знали його краще, ніж викладачі університету.
Данцер почав писати пісні в 1967 році після нових подорожей автостопом до Гамбурга, Швеції та на острів Крит. 1968 року з'явилася перша мала грамплатівка Данцера «Віра» (Vera), яка звучала на австрійському радіо, однак вона великого успіху не мала.
Спочатку Георг Данцер писав тексти та пісні для багатьох відомих виконавців, таких як Маріанна Мент, Еріка Плугар та Андре Геллер. У той час популярним став австрійський діалект німецької мови і Данцер також почав писати свої тексти на цьому діалекті. 1971 року він недовго був учасником діалектного музичного гурту «The Madcaps», для якого написав такі пісні як Schneemensch, Sommer is, John Wayne.
У 1972 році вийшов анонімний сингл «Tschik» (сленгове слово для сигарети), що викликав невеликий скандал. У пісні безхатько розповідає і співає про своє життя! Не було зрозумілим хто виконує пісню. Грамофонна платівка продавалася в простому паперовому пакеті, і не було зазначено ні автора пісні, ні співака. Лише музичний редактор австрійського радіоканалу Ö3 Петер Барвіц за допомогою аналізу голосу співака виявив, що це Данцер.
1975 рік для Данцера був успішним і щасливим — вийшли сингл його комічної пісні «Jö Schau», про стрикера в кафе Гавелка, також відомий в Австрії як «Голий з Гавелки» (Der Nackerte vom Hawelka), та грамофонна платівка «Ollas Laiwaund». Пісня «Jö Schau» зайняла перші місця в австрійських рейтингах і протрималася там 20 тижнів.
14 жовтня 1975 року Данцер одружився з давньою подругою Дагмарою, що було узаконенням їх семирічного роману. 22 липня 1976 року народилася дочка Даніела, а британський тижневик «Music Week» назвав Данцера «зіркою року».
У 1976 році Данцер уклав контракт з великою фірмою звукозапису Polydor і написав п'ять пісень для перших двох серій австрійського пародійного кримінального телесеріалу «Коттан визначає».

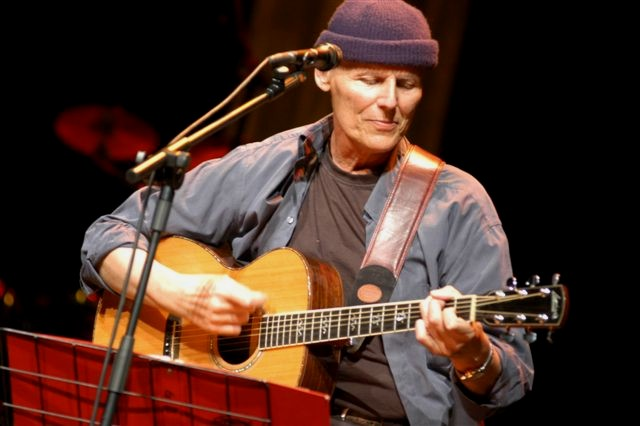
Георг Данцер. 2007

У кінці сімдесятих років Данцер став зіркою в Німеччині. У Берліні був сторений гурт «Danzer-Band», 32 концерти якого під час тримісячного туру відбувалися при повних аншлагах. Вийшов подвійний концертний альбом «Danzer Live — Tournee ’79».
У 1981 році народився син Андреас. Вийшов альбом «Затишшя перед бурею» (Ruhe vor dem Sturm), який приніс Данцерові визнання серйозного автора пісень. Лише в Німеччині було продано майже 250000 копій. 60-денний концертний тур відбувся з 47 аншлагами.
На початку 80-их років ім'я Данцера уже мало заслужену популярність. Австрійська компанія суспільного телерадіомовлення ORF випустила 45-хвилинну передачу «Данцер нао́чно» (Danzer Direkt).
1982 року вийшла перша книга Данцера «Милосердна жінка і червона рептилія» (Die Gmädige Frau und das Rote Reptil), в якій опублікована збірка оповідань, лірики та роздумів з 1973 по 1982 роки. 1983 року Данцер був одним із перших німецькомовних музикантів, який створив музичний альбом «… і так далі» (… und so weiter) на компакт-диску.
У середині 1980-х років Данцер зазнав ряд невдач. 7 липня 1984 року Данцер розпустив свою успішну групу і поїхав до Мюнхена, щоб продюсувати відеокліп «Білі коні» (Weisse Pferde [Архівовано 3 листопада 2021 у Wayback Machine.]) з новими музикантами (режисер Руді Долезал). Під час відеознімання в Андалусії він отримав небезпечні для життя травми в аварії на мотоциклі, і його привезли з Малаги до Відня на кареті швидкої допомоги. Альбом «Білі коні» вийшов 1984 року, в ньому Данцер спробував свої сили в поп-музиці.
1985 року неприємності продовжилися, дружина Дагмара подала на розлучення, а його колишній менеджер зник, оскільки виникли проблеми з фінансовими службами. Данцер переїжджає в маленьку квартиру у Відні. Також закінчився контракт з компанією Polydor. 1986 року Данцер підписав контракт з компанією звукозапису Teldec в Гамбурзі та поїхав до Іспанії вивчати іспанську мову.

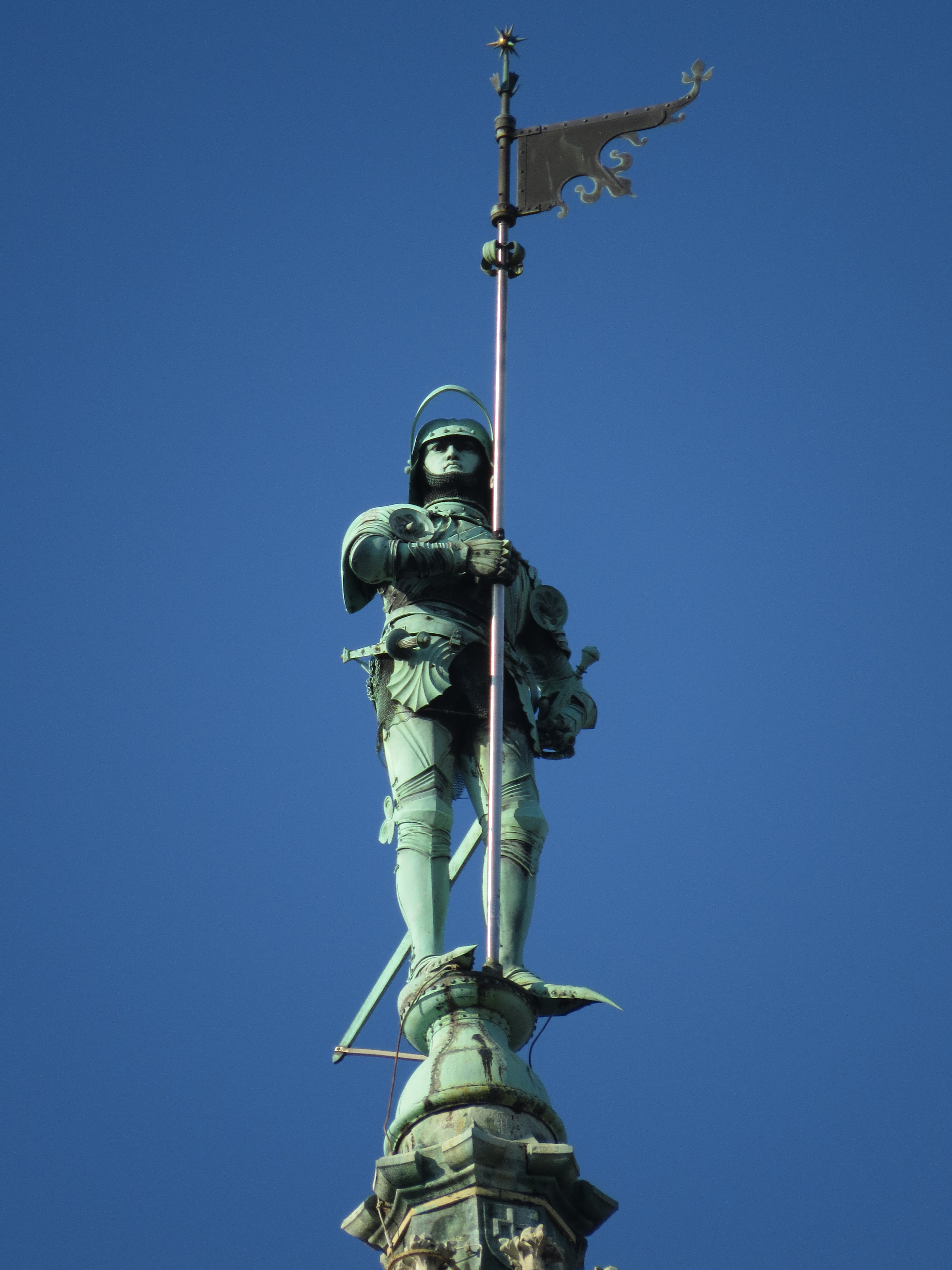
Ратушний чоловічок

У 1988 році Данцер повернувся до Німеччини і відтоді їздив між Гамбургом, Віднем та Іспанією. Під час подорожі до Єгипту та Кенії він захворів на малярію. Через рік він разом зі своєю партнеркою Беттіною переїхав на ферму у Верлі поблизу Дортмунда, на якій прожив з перервами до 1994 року і де почав професійно перекладати з іспанської. В цей час Данцер уже вільно володів іспанською мовою.
До Відня повернувся у 1990 році. Тут разом з гітаристом Петером Корнеліусом (гітара) та співаками Маріанною Мендт і Вілфрідом він записав альбом «Знову у Відні» (Wieder in Wien) і знову поїхав у концерний тур.
У 1991—1992 роках, незадовго до Франкфуртського книжкового ярмарку, вийшли два прекладені Данцером романи відомого іспанського письменника та оглядача газети «El Pais» Мануеля Вісента (1936) — «Mein Name Ist Kain» та «El Pais». Всебічна талановитість Данцера проявилася також у його появі в головній ролі містера Ліпа в комедії Йоганна Нестроя «Der Zerrissene».
1992 року Данцер одружився з Беттіною, у листопаді в них народився син Йонас. У травні 1994 року у нього народився другий син Якоб і Данцер з родиною назавжди повернувся до Австрії.
З нагоди 50-річчя Данцера в жовтні 1996 році його менеджер і друг Крістіан Шварц подарував альбом «Danke Danzer», на якому 38 різних австрійських співаків інтерпретували пісні ювіляра, а сам Данцер отримав нагороду — віденського «Золотого ратушного чоловічка» (Goldener Rathausmann).
У квітні 1997 року з'являється єдиний компакт-диск «Free Again», заспіваний англійською мовою.
Вечір 10 грудня 1997 року, коли Данцер вперше вийшов на сцену театру у Відні разом з Вольфгангом Амбросом (нар. 1952) і Райнгардом Фендріхом (нар. 1955), можна вважати датою зародження дуже успішної музичної групи «Австрія 3». Музичні записи групи на відео та компакт-дисках отримали чотири платинові та золоті нагороди. З березня до червня 1998 року гурт гастролював і 200000 відвідувачів концертів відзначили його як найуспішніше тріо в історії австрійської поп-музики. За створення групи «Австрія 3» музиканти групи Георг Данцер, Вольфганг Амброс і Райнгард Фендріх здобули нагороду «BASF Master Award».

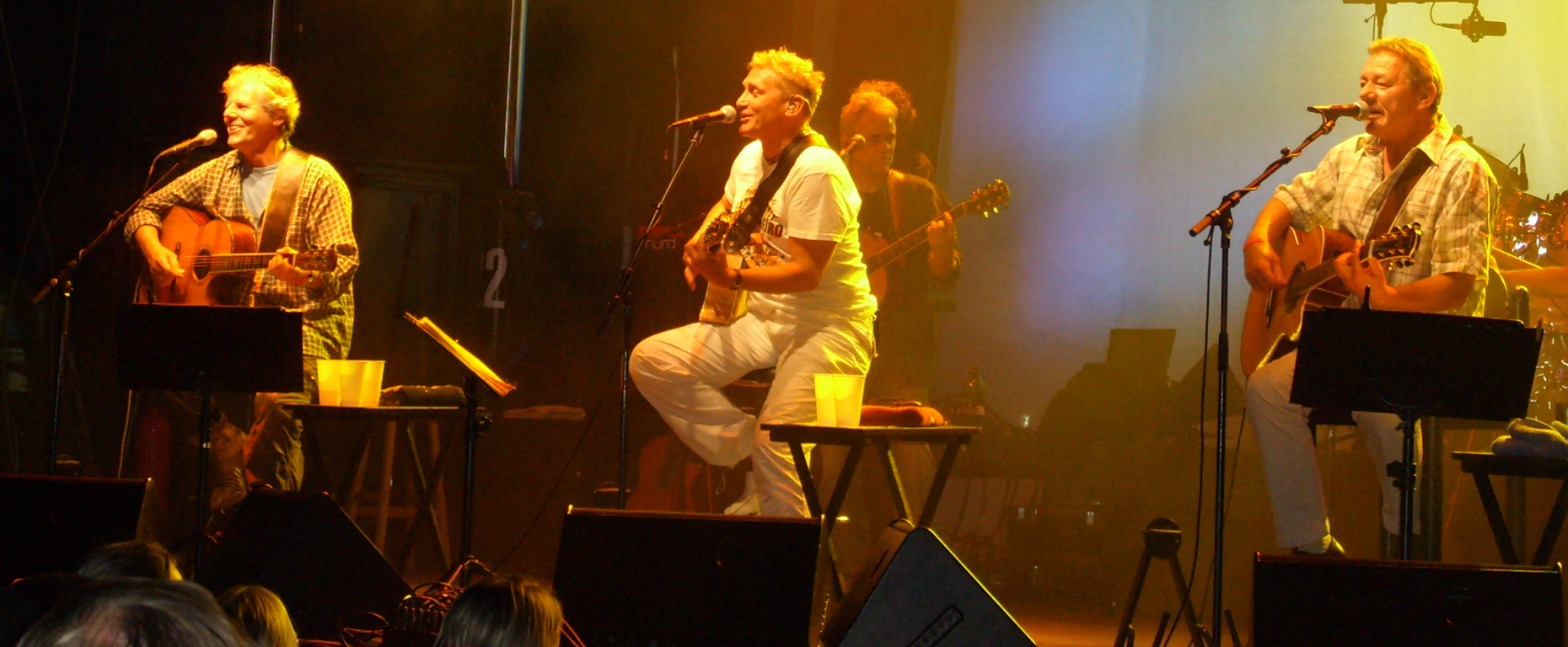
Музична група «Австрія 3». 2006

Підсумком тридцяти років концертних виступів став альбом «Сонце та місяць» (Sonne & Mond), до якого ввійшли пісні Георга Данцера починаючи з 1976 до 2002 року. У грудні 2001 року із близько п'ятдесяти записів численних концертів у найрізноманітніших формах був створений необроблений збірник із 31 пісні та чотирьох розповідей тривалістю 74 хвилини.
Подібна ситуація склалася і з дизайном додатку. З численних файлів і папок архівних газет і фотографій, що сягають початку 1970-х років, було зроблено загалом понад 500 сканів фотографій, газетних статей, обкладинок і вхідних квитків, які протягом кількох тижнів були оформлені як 16-сторінковий оптичний скарб.
Через місяць після виходу його останнього альбому «Мрійник» (Träumer) у червні 2006 року в багаторічного курця Данцера лікарі виявили рак легенів. Про свою хворобу Данцер сказав слухачам у вересні цього ж року. Незабаром йому довелося скасувати два заплановані концерти.
Данцер помер вдома 21 червня 2007 року, а наступного дня був кремований. Як повідомив Франц Крістіан Шварц, давній друг і менеджер Георга Данцера протягом 18 років, його урну поклали в «непублічному місці», яке засоби масової інформації «ніколи не знайдуть». Так Данцер побажав у своєму заповіті.

## Дискографія

### Альбоми
- 1972: Der Tschik
- 1973: Honigmond
- 1974: Der Tätowierer und die Mondprinzessin
- 1975: Danzer, Dean & Dracula
- 1975: Ollas leiwaund
- 1976: Du mi a
- 1976: Jö schau… Seine größten Erfolge
- 1977: Unter die Haut
- 1977: Des kaun do no ned ollas gwesn sein
- 1978: Ein wenig Hoffnung
- 1978: Narrenhaus
- 1978: Liederbuch
- 1979: Feine Leute
- 1979: Notausgang
- 1980: Traurig aber wahr
- 1980: Danzer Live — Tournee '79 (Live)
- 1981: Ruhe vor dem Sturm
- 1981: Direkt (Live)
- 1982: Jetzt oder nie
- 1983 : … und so weiter
- 1984: Menschliche Wärme
- 1984: Weiße Pferde
- 1985: Alles aus Gold
- 1986: Danzer
- 1987: Liebes Leben
- 1989: Rufze!chen
- 1990: Wieder in Wien
- 1991: Echt Danzer! — Solo (Live)
- 1991: Keine Angst
- 1992: Kreise
- 1993: Nahaufnahme
- 1995: Große Dinge
- 1997 : $ex im Internet
- 1998: AUSTRIA3 — Live
- 1998: AUSTRIA3 — Live Vol. 2
- 1999: Atemzüge
- 2000: AUSTRIA3 — Die Dritte
- 2000: Raritäten
- 2001 : 13 schmutzige Lieder
- 2002: Ausverkauft! — (Live) (as group DBB, with Ulli Bäer and Andy Baum)
- 2002: Sonne & Mond — Lieder & Geschichten aus 30 Jahren (Live)
- 2004: Persönlich
- 2005: Von Scheibbs bis Nebraska
- 2006: Gute Unterhaltung — Die besten Geschichten & Lieder (Live)
- 2006: Träumer
- 2007: Raritäten II

### Рейтинги студійних альбомів
| Рік  | Назва альбому                                         | Рейтинг DE Німеччина | Рейтинг AU [Архівовано 1 липня 2017 у Wayback Machine.] Австрія | Рейтинг CH [Архівовано 10 листопада 2021 у Wayback Machine.] Швейцарія |
| ---- | ----------------------------------------------------- | -------------------- | --------------------------------------------------------------- | ---------------------------------------------------------------------- |
| !a   | !a                                                    | !a                   | -9999                                                           |                                                                        |
| !a   | !a                                                    | !a                   | 10000000000                                                     |                                                                        |
| 1975 | Ollas leiwaund                                        | ―                    | 3 місце (16 тижнів)                                             | ―                                                                      |
| 1977 | Jö schau… — Seine größten Erfolge                     | ―                    | 17 місце (8 тижнів)                                             | ―                                                                      |
| 1978 | Narrenhaus                                            | ―                    | 16 місце (4 тижні)                                              | ―                                                                      |
| 1981 | Ruhe vor dem Sturm                                    | 15 місце (33 тижні)  | 8 місце (10 тижнів)                                             | ―                                                                      |
| 1981 | Direkt                                                | 59 місце (3 тижні)   | ―                                                               | ―                                                                      |
| 1982 | Jetzt oder nie                                        | 36 місце (9 тижнів)  | 17 місце (4 тижні)                                              | ―                                                                      |
| 1983 | Und so weiter                                         | ―                    | 12 місце (6 тижнів)                                             | ―                                                                      |
| 1984 | Menschliche Wärme                                     | ―                    | ―                                                               | 25 місце (1 тиждень)                                                   |
| 1993 | Nahaufnahme                                           | ―                    | 33 місце (1 тиждень)                                            | ―                                                                      |
| 1995 | Grosse Dinge (Georg Danzer & Band)                    | ―                    | 28 місце (3 тижні)                                              | ―                                                                      |
| 1996 | Die größten Hits aus 25 Jahren                        | ―                    | 22 місце (7 тижнів)                                             | ―                                                                      |
| 1999 | Atemzüge                                              | ―                    | 37 місце (2 тижні)                                              | ―                                                                      |
| 2001 | 13 schmutzige Lieder                                  | ―                    | 33 місце (14 тижнів)                                            | ―                                                                      |
| 2002 | Sonne & Mond                                          | ―                    | 57 місце (3 тижні)                                              | ―                                                                      |
| 2004 | Persönlich                                            | ―                    | 23 місце (6 тижнів)                                             | ―                                                                      |
| 2005 | Von Scheibbs bis Nebraska                             | ―                    | 4 місце (9 тижнів)                                              | ―                                                                      |
| 2006 | Gute Unterhaltung                                     | ―                    | 16 місце (9 тижнів)                                             | ―                                                                      |
| 2006 | Träumer                                               | ―                    | 11 місце (20 тижнів)                                            | ―                                                                      |
| 2007 | Raritäten II                                          | ―                    | 16 місце(12 тижнів)                                             | ―                                                                      |
| 2008 | Und manchmal kanns auch regnen                        | ―                    | 3 місце (20 тижнів)                                             | ―                                                                      |
| 2011 | Wann i so z'ruckschau — Die ultimative Liedersammlung | ―                    | 3 місце (… тижнів)                                              | ―                                                                      |
| 2014 | Jö schau…                                             | ―                    | 65 місце (2 тижні)                                              | ―                                                                      |
| 2015 | Austropop-Legenden                                    | ―                    | 43 місце (2 тижні)                                              | ―                                                                      |
| 2016 | Lass mi amoi no d'Sunn aufgeh’ segn                   | ―                    | 11 місце(4 тижні)                                               | ―                                                                      |
| 2017 | Top Drei                                              | ―                    | 22 місце (8 тижнів)                                             | ―                                                                      |
| 2021 | Zeitlos                                               | ―                    | 14 місце (… тижнів)                                             | ―                                                                      |

## Нагороди та відзнаки
- 1993 — Нагороджений швейцарським «Золотим вухом» (Goldenes Ohr) як співак та автор пісень.
- 1995 — Бельгійське мовлення нагородило Данцера «Срібною антеною» за те, що більшість текстів його пісень розміщені у шкільних підручниках у всьому світі.
- 1996 — З нагоди свого 50-річчя отримав віденського «Золотого ратушного чоловічка» (Goldener Rathausmann) від віце-мера Відня Грети Ласки та Гаррі Копіца.
- 1999 — Георг Данцер, Вольфганг Амброс[de] і Райнгард Фендріх[de] здобули нагороду «BASF Master Award» за створення музичної групи «Австрія 3»[de].
- 2005 — Отримав австрійську музичну премію Амадеус за «Найкращий альбом 2004» — «Persönlich» у категорії «Національний поп альбом».
- 2007 — Отримав другу музичну премію Амадеус за його життєву кар'єру.
- 2008 — Посмертно нагороджений золотою платівкою за концертний альбом «А часом може йти дощ» (Und manchmal kanns auch regnen).
- 2009 — 30 березня став золотим альбом з трьох компакт-дисків «Коли я озирнусь назад» — Неперевершена колекція пісень [Архівовано 21 листопада 2021 у Wayback Machine.] (Wann I So Z'ruckschau — Die Ultimative Liedersammlung).

## Ушанування імені

### Міст імені Георга Данцера
Міст імені Георга Данцера — велосипедно-пішохідний міст через Дунай, який з'єднує 20-й район Відня — Бригіттенау та 21-й район — Флоридсдорф, і перетинає Дунай, острів на Дунаї та Новий Дунай. Через міст проїжджають також поїзди лінії віденського метро U6. Міст Данцера стає особливо популярним під час щорічного фестивалю на острові у Відні.

### Історія назви мосту Георга Данцера
9 липня 2005 року у Відні було відзначено 25-ту річницю побудови Імперського мосту. У святкових заходах з нагоди цієї події з 2003 по 2005 роки активну участь брав Георг Данцер. Крім того він неодноразово виступав на щорічних фестивалях на дунайському острові.
Тому 31 березня 2009 року для вшанування імені пісняра Георга Данцера відповідальний комітет міської ради Відня з питань культури і науки одноголосно прийняв постанову про присвоєння його імені раніше безіменному мостові.

Міст Георга Данцера у Відні
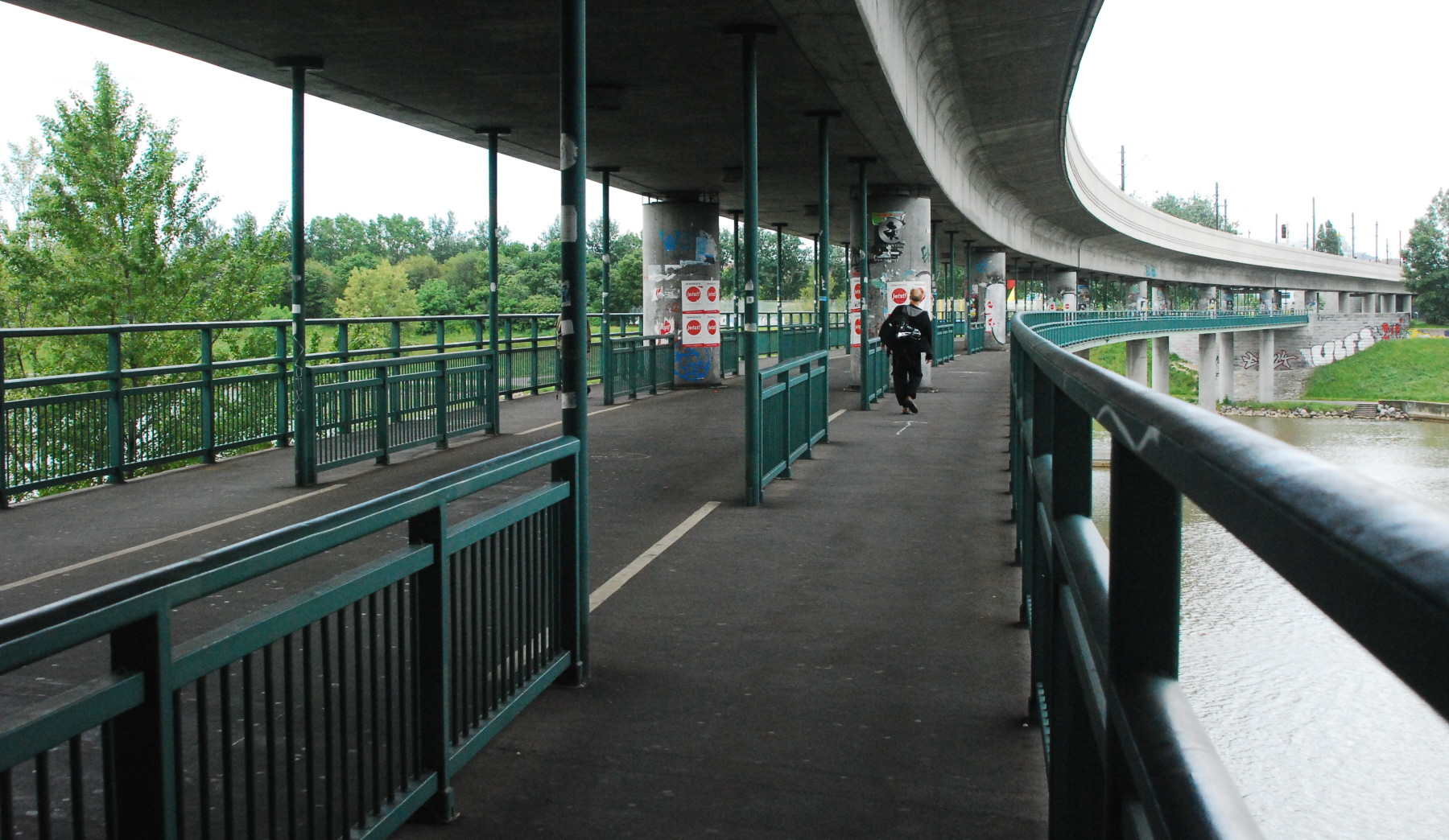
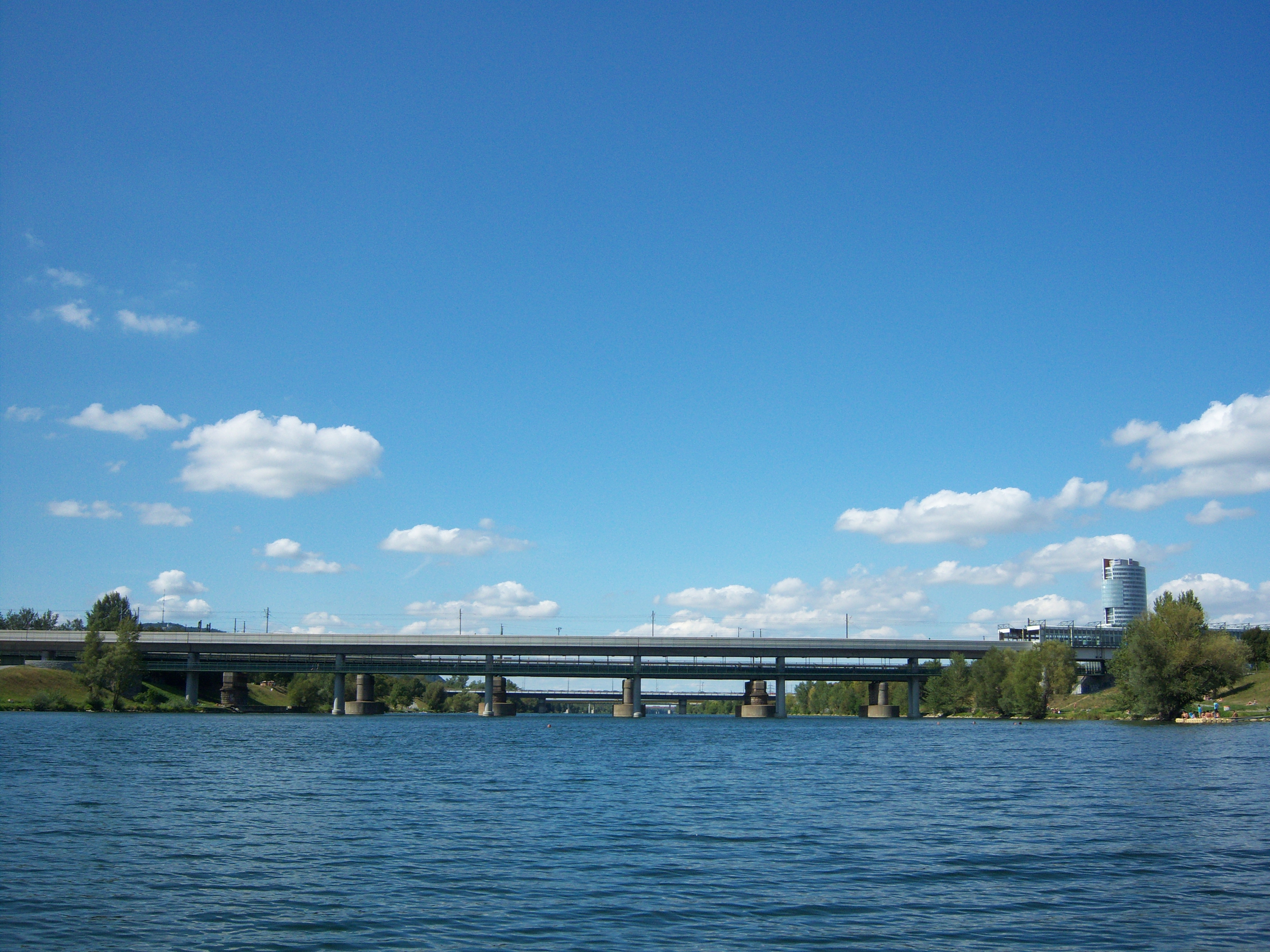
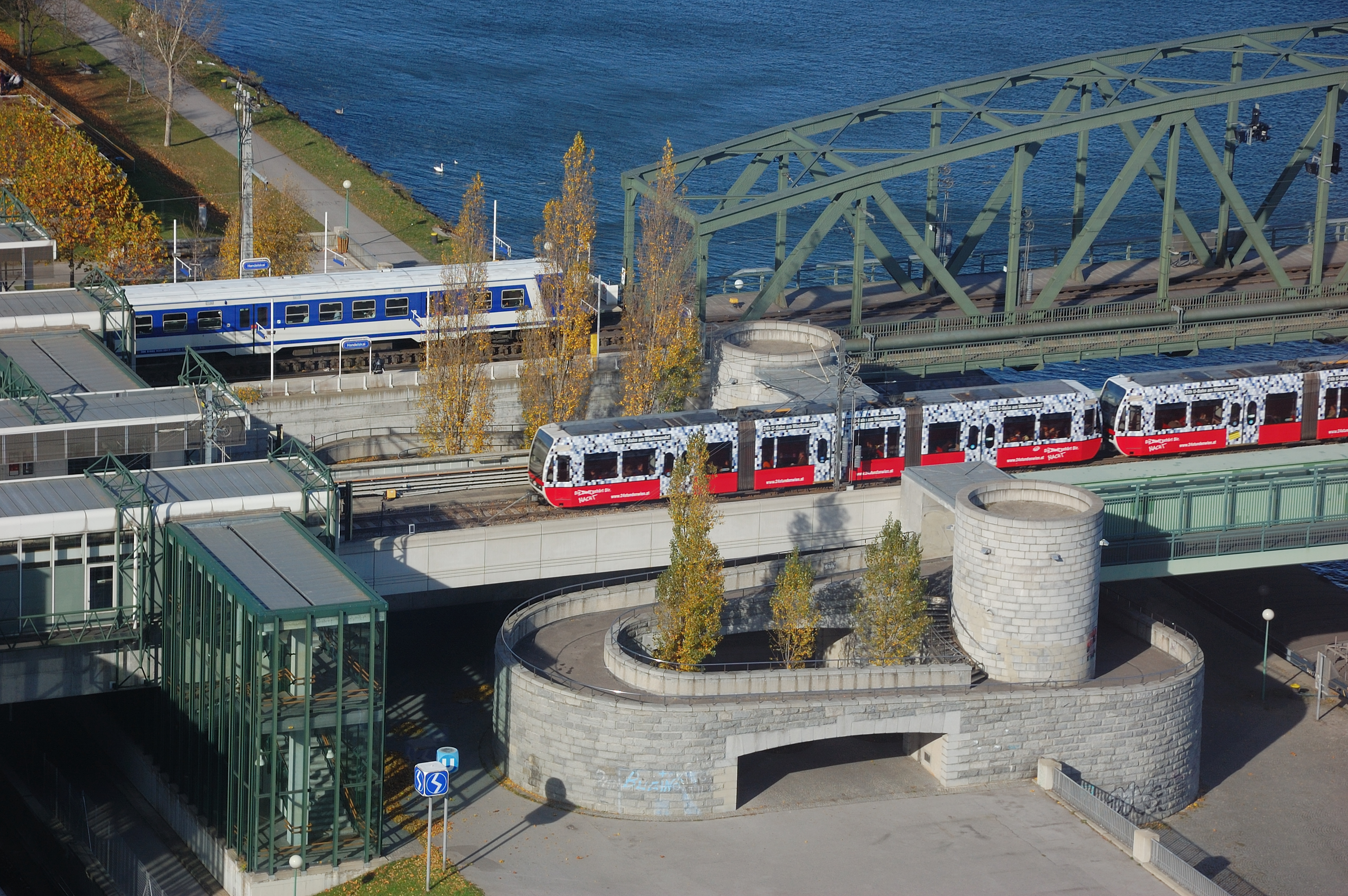
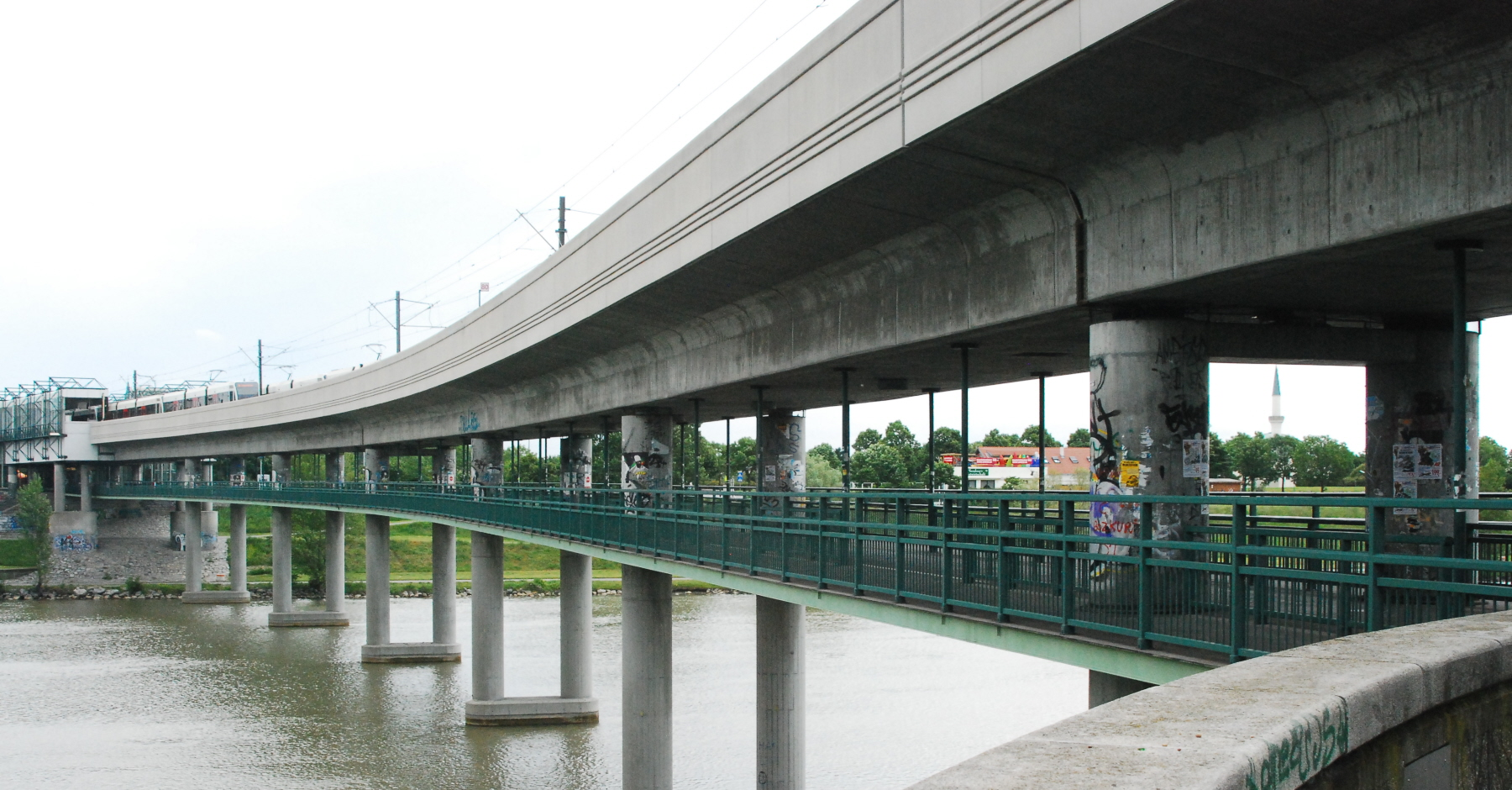

### Данцер автор
- Мадам і червона рептилія. Оповідання, пісні, думки, роздуми (Die gnädige Frau und das rote Reptil. Erzählungen, Lieder, Gedanken, Betrachtungen), видавництво Heyne, 1982, ISBN 3-453-01585-1
- Вгору та в далечінь (Auf und davon), видавництво Tau, 1993, ISBN 3-900977-43-7

### Данцер перекладач
Переклад творів Мануела Вісента з іспанської на німецьку мову.
- Мануель Вісент. Моє ім'я Каїн (Mein Name ist Kain), видавництво Residenz Verlag, Зальцбург, 1991, ISBN 3-7017-0695-6
- Мануель Вісент. Політ вимерлої краси (Der Flug der erloschenen Schönheit), видавництво Residenz Verlag, Зальцбург, 1992, ISBN 3-7017-0739-1

### Книги про Данцера
- Kathrin Brigl (інтерв'ю) Siegfried Schmidt-Joos (Edition): Selbstredend… Rowohlt, Райнбек, 1985, 252 с., іл., Портретні інтерв'ю з Ґероргом Данцером, Клаусом Гофманом, Пітером Гортоном, Гайнцом Рудольфом Кунцем, Райнгардом Меєм, Ерікою Плугар, Гансом Шайбнером, Стефаном Зульке
- Beate Dapper (Hrsg.): Liedermacher. [Архівовано 10 листопада 2021 у Wayback Machine.] Ulla Meinecke, Klaus Hoffmann, Georg Danzer, Hannes Wader, Reinhard Mey. Bund-Verlag, Frankfurt am Main 1998, 75 c., іл., ISBN 978-3-7957-5685-7
- Georg Danzer: Jetzt oder nie. Im Gespräch mit Christian Seiler. [Архівовано 10 листопада 2021 у Wayback Machine.], Amalthea Signum, Відень, 2006, 152 с., Gebunden, ISBN 978-3-85002-584-3
- Franz Christian Schwarz, Andy Zahradnik. Georg Danzer — Sonne und Mond [Архівовано 10 листопада 2021 у Wayback Machine.], видавництво Ueberreuter, Берлін, 2021, 232 с., ISBN 978-3-8000-7774-8

## Фільми
- 2012 : «Легенди австропопу. Георг Данцер» / (Austropop-Legenden. Georg Danzer) — документальний фільм тривалістю 52 хв про легендарного пісняра Георга Данцера. Режисер і сценарист Руді Долезал[de]. У фільмі сфільмовані розповіді Людвіга Адама[de], Вольфганга Амброса, Андреаса Данцера та ще 26 осіб [Архівовано 11 листопада 2021 у Wayback Machine.] з тих, хто знав або працював з Георгом Данцером. Вперше фільм демонструвався в Австрії 30 листопада 2012 року.
- 2017 : «20 років Австрія 3: герої австропопу» / (20 Jahre Austria 3: Die Helden des Austropop) — документальний фільм тривалістю 94 хв, режисера та сценариста Руді Долезала про австрійську музичну групу «Австрія 3».